# Monte Lema
De Monte Lema is een 1624 meter hoge berg in de Vooralpen op de grens van de Italiaanse provincie Varese en het Zwitserse kanton Ticino.
Vanaf de Zwitserse zijde is de top te bereiken met een kabelbaan vanuit Miglieglia. Aan de Italiaanse zijde van de top ligt berghut Rifugio Pradecolo (1184 m). Deze is met de auto te bereiken via een smalle en zeer bochtig weggetje. Op de top van de Monte Lema is een restaurant te vinden en een meteorologisch station. De berg, met uitzicht op het Lago Maggiore en Meer van Lugano, is niet alleen geliefd door bergwandelaars. Ook voor mountainbikers en zweefvliegers is de Monte Lema aantrekkelijk.